# Jack Clements
John J. "Jack" Clements (24 de julho de 1864 – 23 de maio de 1941) foi um jogador profissional de beisebol. Jogoou como catcher na Major League Baseball por 17 temporadas. Apesar de ser canhoto, Clements foi catcher em 1073 partidas, quase quatro vezes mais que qualquer outro jogador na história das grandes ligas e foi o último canhoto a atuar como catcher regularmente. É creditado como sendo o primeiro catcher a usar protetor peitoral.
Nascido na Filadélfia, Clements começou sua careira nas grandes ligas em 1884 na Union Association. Jogou como catcher/outfielder pelo Philadelphia Keystones até o fechamento da equipe em agosto. Clements foi então para a National League, assinando com o Philadelphia Quakers.
Clements passou as 13 temporadas seguintes com os Quakers (que se tornaram os Phillies em 1890), e se tornou o catcher regular da equipe em 1888. Também serviu como jogador-treinador durante parte da temporada de 1890 quando o treinador  Harry Wright sofreu de cegueira temporária. Durante os anos 1890, se estabeleceu como um dos principais rebatedores da National League, terminando a temporada entre os 4 primeiros em média de aproveitamento em 3 ocasiões.  Clements também tinha força nas rebatidas, terminando em segundo na NL com 17 home runs em 1893 e em terceiro com 13 em 1895.  Também em 1895, terminou a temporada com 39,4% de aproveitamento ao bastão, a mais alta porcentagem em temporada única por um catcher na história das grandes ligas.
Após a temporada de 1897, Clements foi negociado com o St. Louis Browns. Jogou uma temporada com os Browns, durante a qual se tornou o primeiro jogador a atuar como catcher em 1000 partidas na carreira.
Antes da temporada de 1899, Clements assinou com o Cleveland Spiders. A mudança aconteceu depois que os proprietários dos Spiders, Frank e Stanley Robison compraram os Browns e redistribuíram os jogadores entre as duas franquias. Clements apareceu em apenas 4 jogos pelos  Spiders antes de ser liberado.
Jogou sua temporada final na Major League em 1900, jogando 16 partidas pelo Boston Beaneaters.
Na época de sua aposentadoria, ele detinha o recorde em temporada única e na carreira para home runs por um catcher. Ambos recordes foram quebrados por Gabby Hartnett nos anos 1920; o recorde de temporada única caiu em 1925, enquanto o recorde de carreira caiu em 1928. Clements é também o único jogador do século XIX a se aposentar com mais home runs do que rebatidas triplas.
Morreu doente em Norristown, Pensilvânia, em 1941, aos 76 anos de idade. Está enterrado no Arlington Cemetery em Drexel Hill, Pensilvânia.
Em seu livro Historical Baseball Abstract, o autor Bill James classifica Clements como 58º melhor catcher na história do beisebol.